# Camellia tenii
Camellia tenii är en tvåhjärtbladig växtart som beskrevs av Joseph Robert Sealy. Camellia tenii ingår i släktet Camellia och familjen Theaceae. Inga underarter finns listade i Catalogue of Life.